# Tobias Giehl
Tobias Giehl (* 25. Juli 1991 in München) ist ein ehemaliger deutscher Leichtathlet, der sich auf den Hürdenlauf spezialisiert hatte und auch Langsprintstaffeln lief. Giehl studierte Umweltingenieurwesen an der TU München.

## Sportliche Karriere
Auch als Handballer war Tobias Giehl laut seines langjährigen Trainers bei seinem Heimatverein TSV Gilching sehr talentiert.
2009 wechselte Hoffmann vom Mehrkampf auf die Langhürdendistanz, wurde Deutscher U20-Meister über 400 Meter Hürden und im folgenden Jahr Deutscher U20-Vizemeister.
2011 belegte er in der höheren Altersstufe den 4. Platz bei den Deutschen U23-Meisterschaften und wurde Deutscher Vizemeister bei den Aktiven.
2012 kam Hoffmann bei den Europameisterschaften in Helsinki ins Halbfinale und wurde Deutscher Hochschulmeister. Die Vizemeisterschaften holte er sich bei den Deutschen Meisterschaften und den Deutschen U23-Meisterschaften.
Weitere Vizemeistertitel und 3. Plätze über 400 Meter Hürden folgten bei den Deutschen U23-Meisterschaften 2013, den Deutschen Meisterschaften 2013, den Deutschen Meisterschaften 2014 als auch mit der 4-mal-200-Meter-Staffel bei den Deutschen Hallenmeisterschaften 2015.
2016 stellte Giehl über die 400 Meter Hürden erneut eine persönliche Bestzeit auf und wurde für die Europameisterschaften in Amsterdam nominiert, wo er das Halbfinale erreichte. Die Olympianorm für die Olympischen Spiele in Rio de Janeiro erreichte er nicht, wurde aber vorbehaltlich zusätzlicher Einladungen durch den Weltverband IAAF nominiert, die jedoch nicht ausgesprochen wurde.
Giehl gehörte zum B-Kader des Deutschen Leichtathletik-Verbandes (DLV).
Ab dem 1. Januar 2014 startete Tobias Giehl für die LG Stadtwerke München, tat dies zuvor für die LG Würm Athletik und ist weiterhin Mitglied im TSV Gilching-Argelsried.

## Bestzeiten und Rekorde
Stand: 27. Juli 2016
Freiluft
- 200 m: 21,64 s (+1,7), 2014, München, 13. Juli 2014
- 400 m: 47,25 s, Hösbach, 15. Juli 2012
- 400 m Hürden (91,4 cm): 49,48 s, Mönchengladbach, 10. Juli 2016

Rekorde
- Bayerischer B-Jugendrekord (U18) 400 m in 48,03 s (2008)
- Bayerischer A-Jugendrekord (U20) 400 m Hürden in 50,85 s (2009)
- Bayerischer Jugendhallenrekord 400 m in 48,24 s (2010)

## Erfolge
national
- 2008: 3. Platz Deutsche (U18) Jugendmeisterschaften (400 m)
- 2009: Deutscher U20-Meister (400 m Hürden)
- 2010: Deutscher U20-Vizemeister (400 m Hürden)
- 2011: 4. Platz Deutsche U23-Meisterschaften (400 m Hürden)
- 2011: Deutscher Vizemeister (400 m Hürden)
- 2012: Hochschulmeister (400 m Hürden)
- 2012: Deutscher Vizemeister (400 m Hürden)
- 2012: Deutscher U23-Vizemeister (400 m Hürden)
- 2013: 3. Platz Deutsche U23-Meisterschaften (400 m Hürden)
- 2013: Deutscher Vizemeister (400 m Hürden)
- 2014: 3. Platz Deutsche Meisterschaften (400 m Hürden)
- 2015: 3. Platz Deutsche Hallenmeisterschaften (4 × 200 m)
- 2016: Deutscher Vizemeister (400 m Hürden)
- 2016: Deutscher Meister (4 × 400 m)

international
- 2009: U20-Europameister (400 m Hürden)
- 2010: Halbfinale U20-Weltmeisterschaften (400 m Hürden)
- 2010: 6. Platz U20-Weltmeisterschaften (4 × 400 m)
- 2012: Halbfinale Europameisterschaften (400 m Hürden)
- 2016: Halbfinale Europameisterschaften (400 m Hürden)